# 에스미 덴터스
에스미 덴터스(Esmée Denters, 1988년 9월 28일~)는 네덜란드의 싱어송라이터이다.